# Малий Шпаків
Ма́лий Шпакі́в — село в Україні, у Рівненському районі Рівненської області. Населення становить 659 осіб. Належить до Дядьковицької сільської громади.

## Географія
Визначним місцем в селі є гора Камьонка (висота 289) — це найвища точка Рівненського району.

## Історія

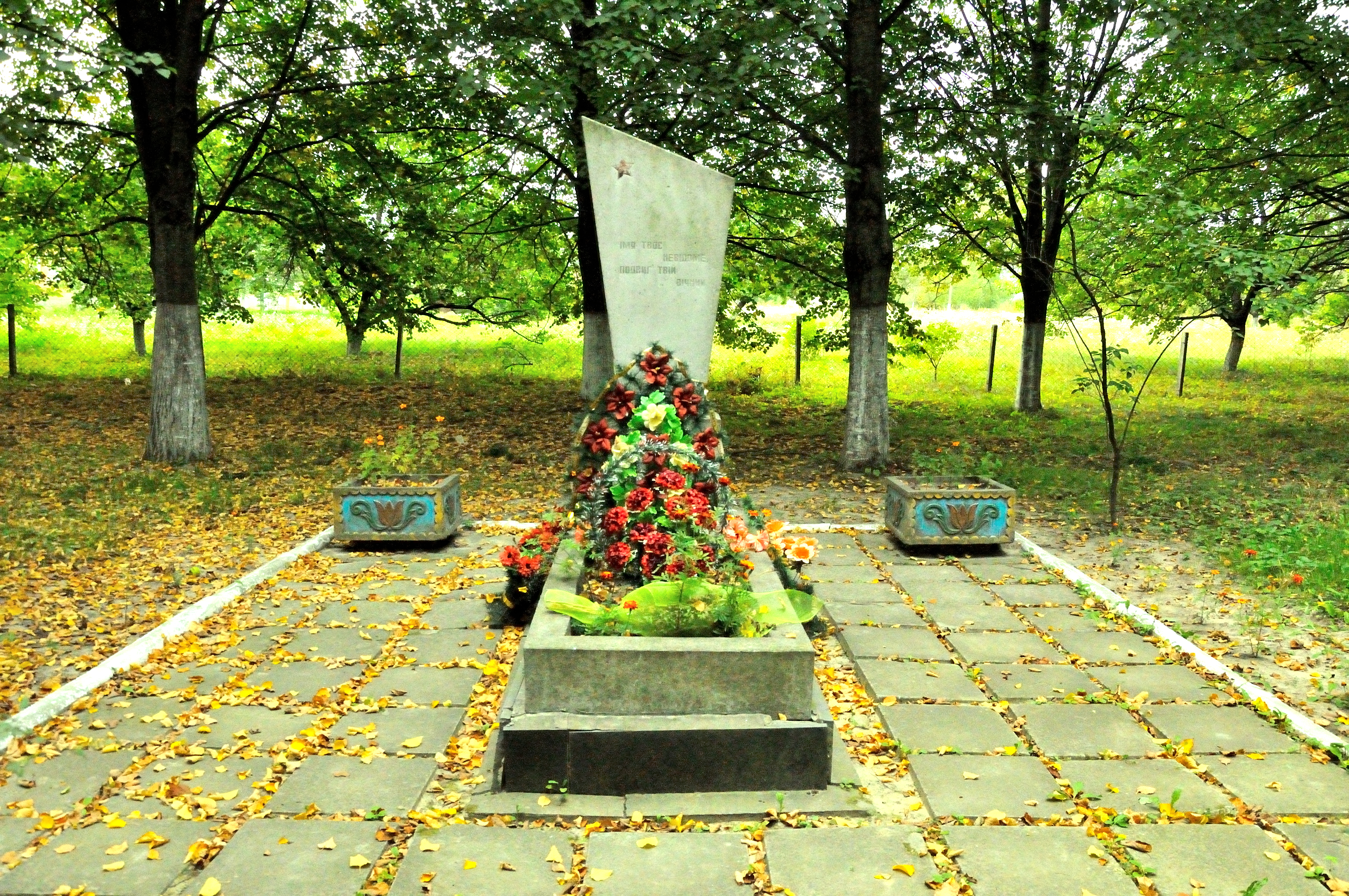
Могила невідомого радянського воїна, с. Малий Шпаків.jpg

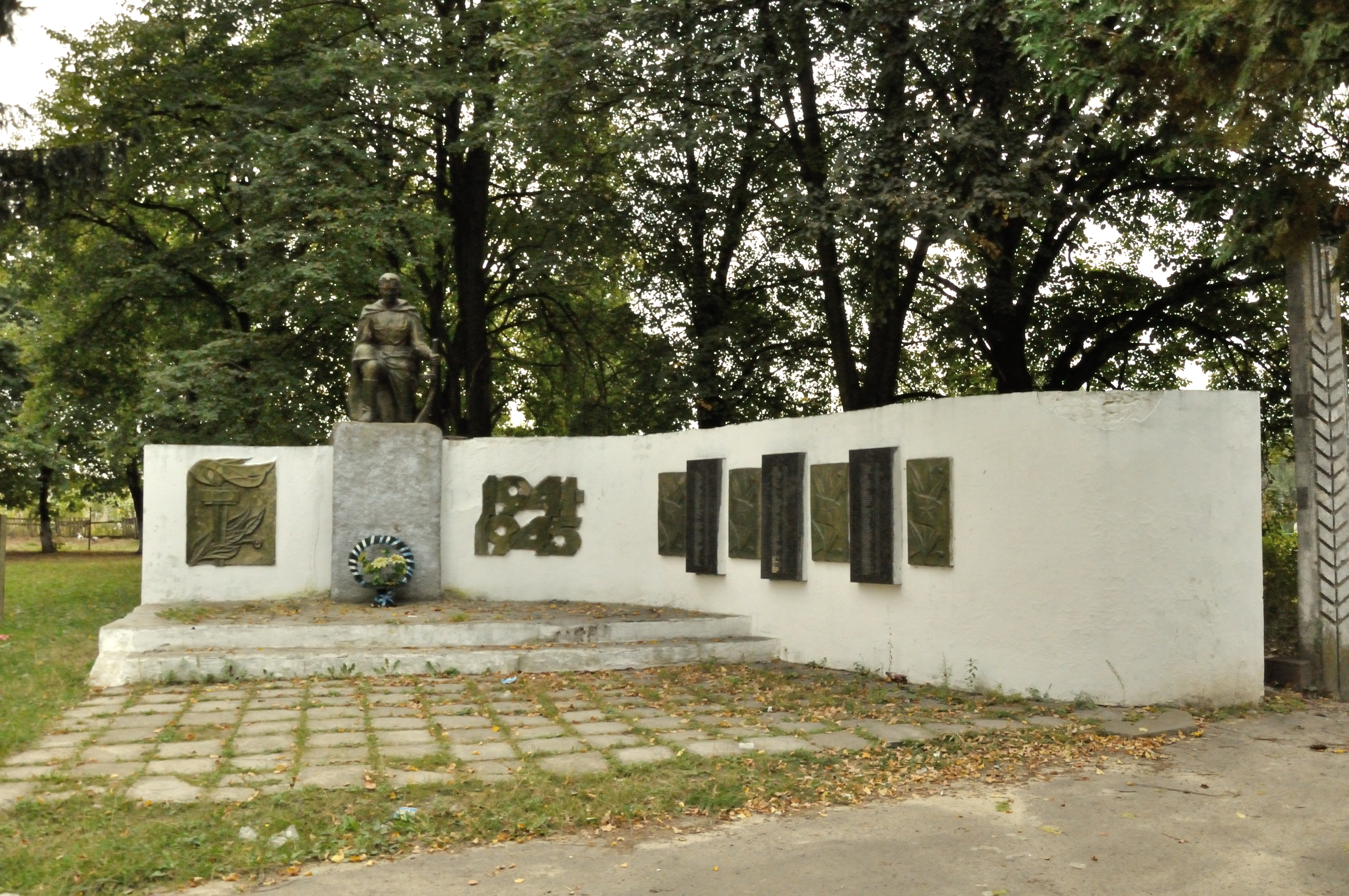
Пам'ятник воїнам-односельчанам, с. Малий Шпаків.jpg

Малий Шпаків заснували у 1884- 1886 рр. переселенці з Чехословакії на лісистій, місцями заболоченій рівнині, якою пробивались до Стубелки рівчаки, струмки. У 1948 році вони виїхали, залишивши все нерухоме майно. їх місце зайняли українці з Польщі та інших регіонів свого краю. З Малого Шпакова на північний захід веде дорога до Великого Шпакова - невеликого села, яке наприкінці XX ст. мало понад 90 дворів, 247 жителів. Це й є корінний Шпаків на підступах до колишньої Заріцької фортеці, що на віддалі 3-х кілометрів. Село розміщене в болотистій низовині заплави Грушвиці, або, як тут кажуть, Стубелки, і береже місцями подобу старовинного заселення, у котрому, кажуть, були свої значні господарсько-культурні атрибути, як водяний млин, церква (на місці, де зараз стоїть хрест), придорожня корчма, смолярня, рибні ставки, деревообробні, кошикарські промисли. У Шпакові Великому теж певний час проживали чесько-словацькі переселенці, будинки яких зберігають я і досі на окраїні села. Перші вісті про Шпаків (Великий) виринають з опису Луцького замку, де сказано, що «Шпаков» утримує 2 «городні», належні «Шпаковским», Це був 1546 рік. А у 1563 році зроблено запис, де сказано, що «в Шпаково» незаконно діє митна застава, а «в шпаковском ставе» дозволено раз у рік під осінь ловити рибу для оплати податку натурою. За «регулою» 1570 року «Шпаков» з околишніми урочищами належав Іванові Шпаківському, від якого він платив за 18 «димів» і 5 городів. Сім років опісля знову згадується «шпаковский став», при якому оновлювали греблю для водяного млина». У 1583 році Іван Чаплич платить за «имение Шпаков» від 22 «димів», 6 городів, 3 вальних коліс, 1 фолюша (сукновалки). Донесення возного 1597 року стосується кражі 20 «стосів» дров, 15 колод у «Шпаковской дубраве близ Параниньї». Тоді ж пошкоджено млин. В «Инвентаре половиньї с. Шпакова» 1631 року в перекладі з польського читаємо: «від Грушвиці й за переднім лісом шпаківським (є посіви): 3 «маці» (міра зерна, що дорівнювала 3,75 літрів) засіяно за Окопом, (а) поля на Параніні, під лісом переднім шпаківським, (мають розсіяний овес)». Два роки опісля новий інвентар «Шпаковского имения» засвідчує, крім іншого, «мльїн на речке Стубле общего ставу Зарицкого и Шпаковского», 5 урочищ - «Грушвица, Дворовичи, Зарецкий став, Мельник, Яневичи». Під часВизвольноївійни 1651 року«шпаковскиедобровольцьі» увійшли до «зарецкого» збройного загону, щоб протистояти шляхетським каральникам, які, виловлюючи повсталих селян, руйнували їх майно. У 1889 році згадується «деревня Шпаковка», єпархіально приналежну до Новосілок. Неясно лише, про який Шпаків йшла мова. Адже на той час уже зростав Малий Шпаків, який під кінець XIX ст. мав 17 дворів, 158 жителів, а Великий Шпаків - 49 садиб, 244 мешканців. У назві Шпаків (Шпак) його коментують як похідне від однозвучного слова в значенні «фокусник, франт, пройдисвіт, жартівник». У нас шпак «співучий птах», а шпакуватий - «людина з сивою головою». Шпаків, особливо Великий, має свої іменовані місця. Це насамперед водні реалії: річечка Грушвиця - притока Стубли, локально іменована ще Гниличкою, або Стубелкою, що протікає болотистою низовиною, приймаючи на своєму шляхові немало канав, рівчаків, які називають Фосами, Річищами, Копанками. При них та в їх околицях пам’ятають немало ковбань, водяних ям, місць для купання, серед яких Безодня - «небезпечне для прохожих болотисто-трясовинне місце»; Велика яма - «водяна ковбаня, де купались діти»; Мокра - «надрічкова водяна балка»; Сажалка - «невелике штучне водоймище для розведення риб». В оточенні боліт, зарослів вільшини знають лісистий простір Острів (Гострів). На території Шпакова славились багатющі ліси з назвами дільниць, як Паросля - «соснове рідкодерев’я з моховим підніжжям, де росла висока трава, верес»; Чорне лядо1 - «сухий острів серед болота, на якому сосновий ліс, затемнений густими заростями»; Дубки - «молодий дубовий гай»; Обірок (Обурок) - «невеликий лісок побіч великого бору»; Косогір (Косогор) - «крутий схил пологої висоти»; Кам’янка - «місце із залежами каменю»; Гайок - «маленький гай листяних дерев»; Посадка - «посаджений ліс на місці зрубу»; Покоси - «лісова галявина, заросла густою травою, яку косили»; Ямки - «лісові ковбані». У колі інших місцевих наймень Шпакова відзначимо ще: Замок - «висота, де ніби стояв укріплений замок»; Круча - «поле на крутому горбі»; До Яна - «дорога в напрямку каплички Святий Ян»; Помірки - «додаткові наділи орної землі»; Велика нива - «старовинне добротне поле»; Зінькова долина - «на маєтності пана Зінька»; Журафинок - «надрічковий простір із заростями «журафин» - кущових ягідних рослин»; Волока - «культивована земля площею волоки - 16-20 га»; Березина - «поле на місці Березового гаю»; Залісся - «орна земля за колишнім лісом»; Чорне поле - «старовинна нива на місці Чорного лісу»; Болотяний луг - «болотисто-трав’янисте надрічків’я»; Крейдяне - «поле на залежах крейди»; Зелений луг - «осушене місце, де ніби не квітує трава»; На Кухареве - «орна земля, яка належала чеху Кухареві»; П’ятаки - «невеликі висоти в оточенні низин»; Дільнище - «виділена від займища невелика частина землі».

## Легенда походження назви села Шпаків
Якось під осінь від Заріцька лісовою стежкою подались на схід три знамениті майстри шукати деревину на сани, які замовив великий вельможа. Йшли вони довго, розглядаючи велетні діброви, та потрібного не знаходили. Добряче втомились і вирішили на галявині відпочити. Тільки присіли, як один із них звівся і показав рукою: «Ось вона кривуля наша! І не одна, а дві! Те, що нам і треба!» Усі зраділи, але помітили враз на гнучких грабках стаю шпаків, які, мов зібрались на нараду, закінчуючи її дзвінкими трелями. «Ото шпаківня! - загули здивовані. - Таке рідко побачиш». І склалось так, що це місце стали називати Шпаківнею, а поселення, засноване тут на зрубі - Шпаківкою. Від того, кажуть, пішов Шпаків.

## Населення

### Мова
Розподіл населення за рідною мовою за даними перепису 2001 року:
| Мова       | Кількість | Відсоток |
| ---------- | --------- | -------- |
| українська | 651       | 98.79%   |
| російська  | 6         | 0.91%    |
| білоруська | 2         | 0.30%    |
| Усього     | 659       | 100%     |

## Ветерани війни
- Шевчук Микола Юрійович, народився 14 березня 1920 року в селі Милостів Рівненського району. Нагороджений багатьма медалями та трьома орденами. Орден Червоної Зірки отримав за те, що вказав командуванню координати німецького снайпера.[2]
- Рудін Іван Степанович, народився 1923 року в с. Раколупи Люблінського району, Хелмської області. Нагороджений багатьма медалями та орденами.[2]
- Антонюк Михайло Терентійович, народився 1908 року в с.Плоска - під час другої світової війни проживав в селі Малий Шпаків разом зі своєю жінкою і дітьми - звідти був призваний на службу в радянську армію - пройшов війну і повернувся додому в 1945 році. Нагороджений орденом вітчизняної війни 2 степеню. Його син Антонюк Володимир Михайлович був воїном УПА, його вбили російські загони НКВД біля села Малий Шпаків коли він йшов навідати своїх батьків.Тіло вивезли в сторону міста Рівне і до сьогодні невідомо де він похований.

1. ↑  Рідні мови в об'єднаних територіальних громадах України — Український центр суспільних даних
2. 1 2  Із документів краєзнавчого музею Малошпаківської ЗОШ